# 광교저수지
광교저수지는 수원시 장안구 상광교동에 위치하는 저수지이다. 댐 형식은 토언제균일형이다. 한발빈도는 1년, 관개면적은 10ha이다.

## 주변 시설
광교저수지 근처는 산책로와 공원이 잘 마련되어 있다. 특히 광교저수지 옆에는 광교산이 있기 때문에 등반객들의 왕래가 잦다는 특징이 있다.

## 갤러리

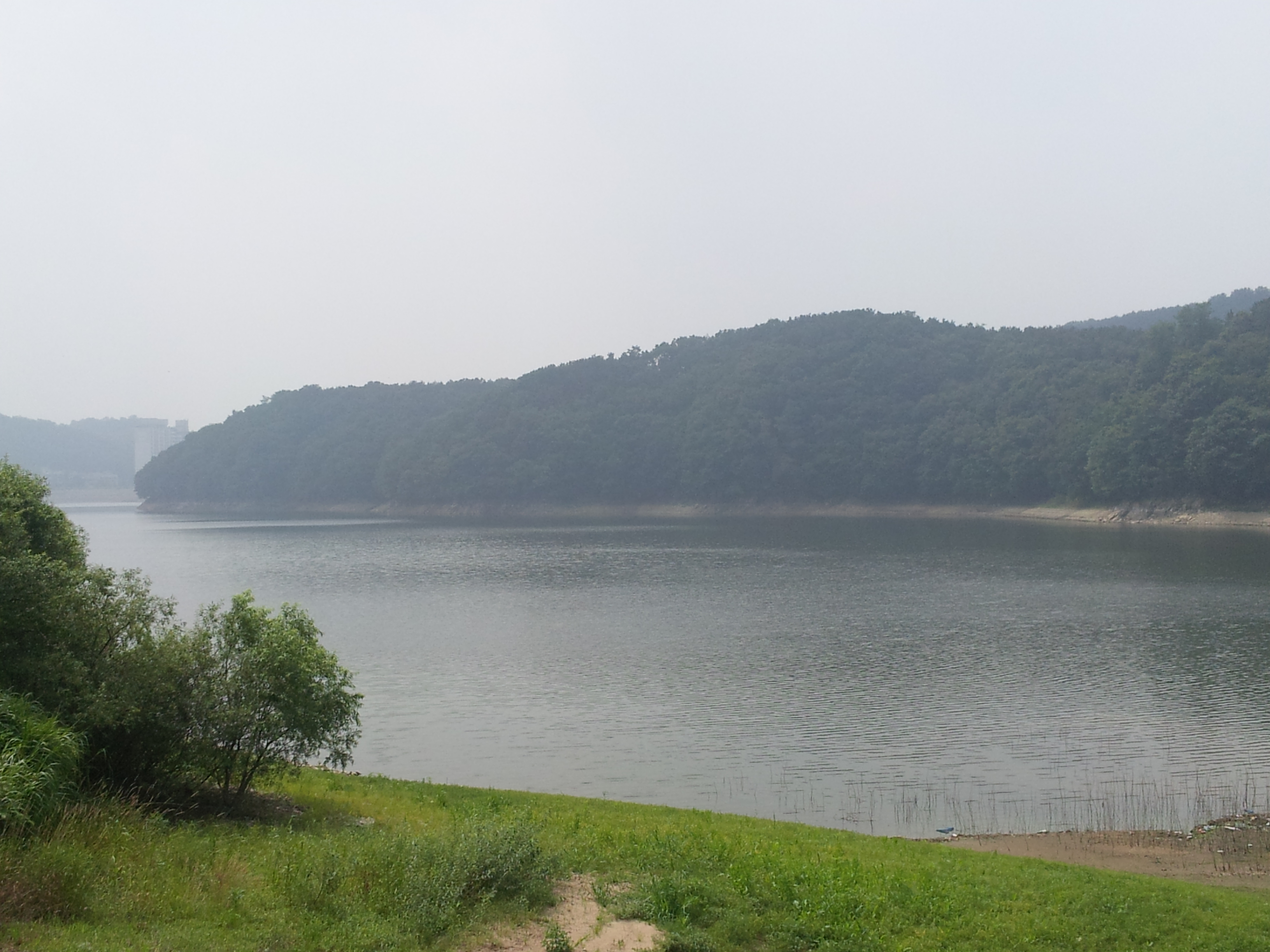
저수지 모습. 왼쪽 멀리 아파트 보이는 방향에 저수지 댐체가 있다.
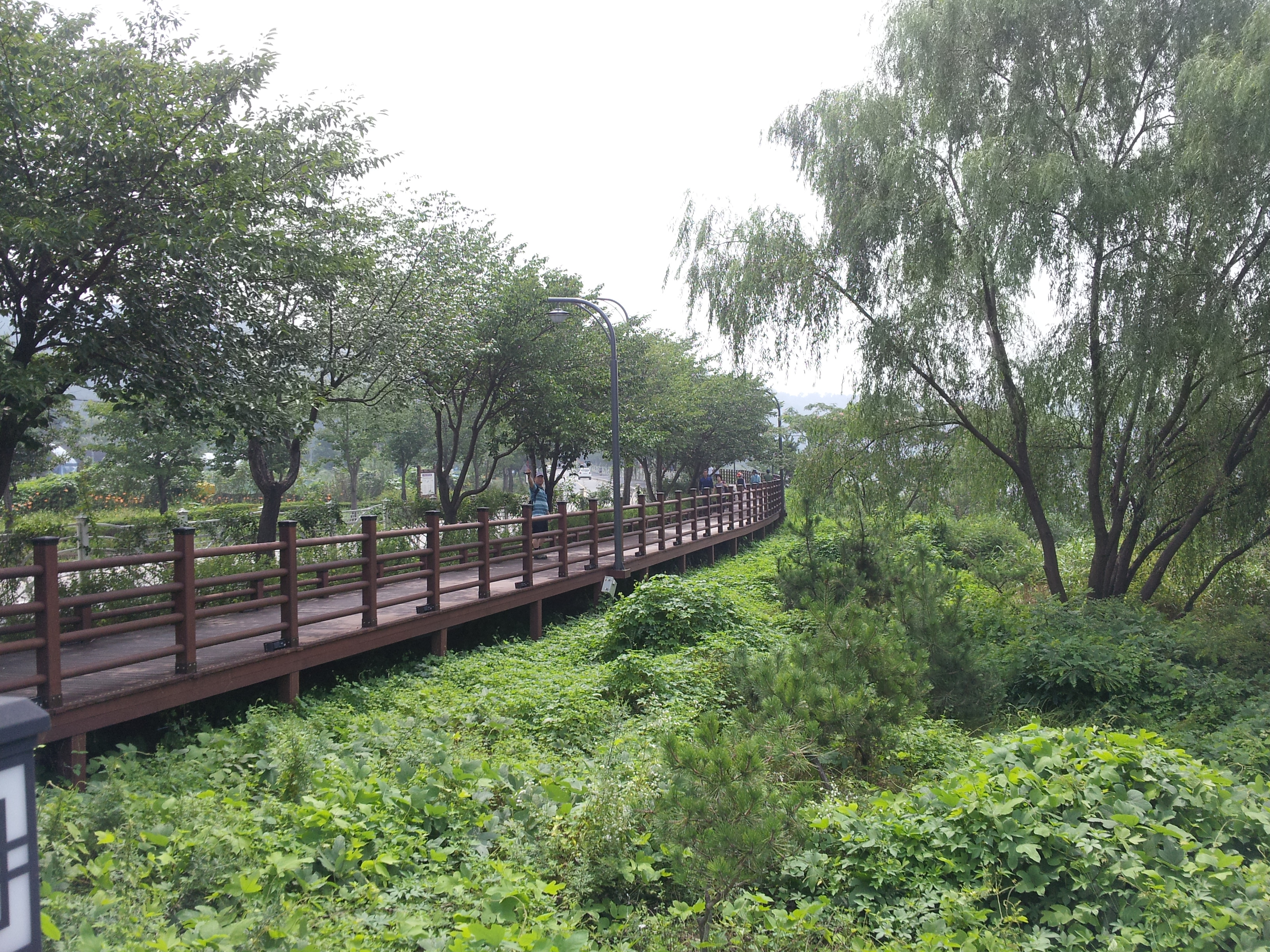
광교저수지 산책로 풍경
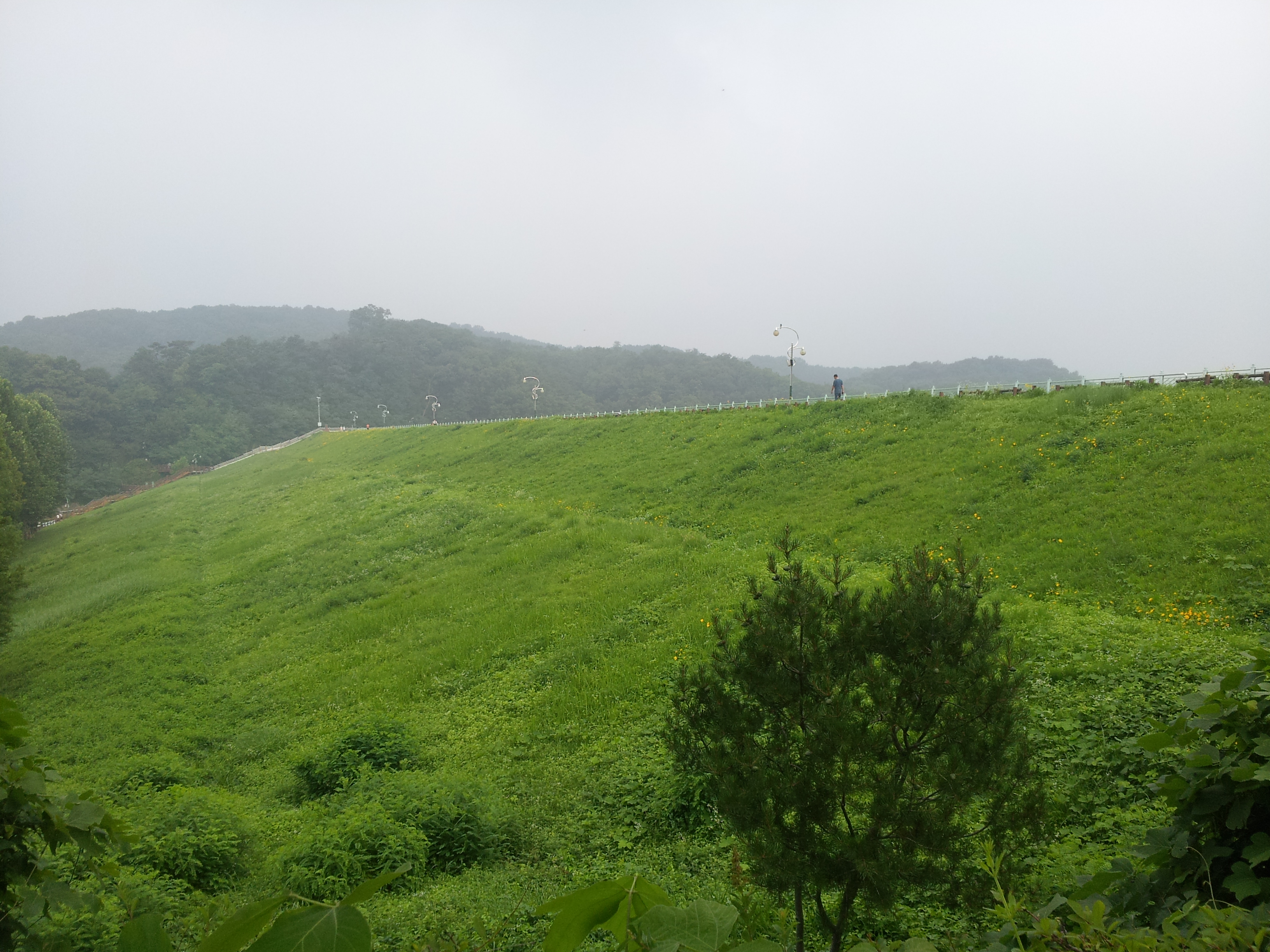
광교저수지 댐체 전면(2014-07-27 촬영)
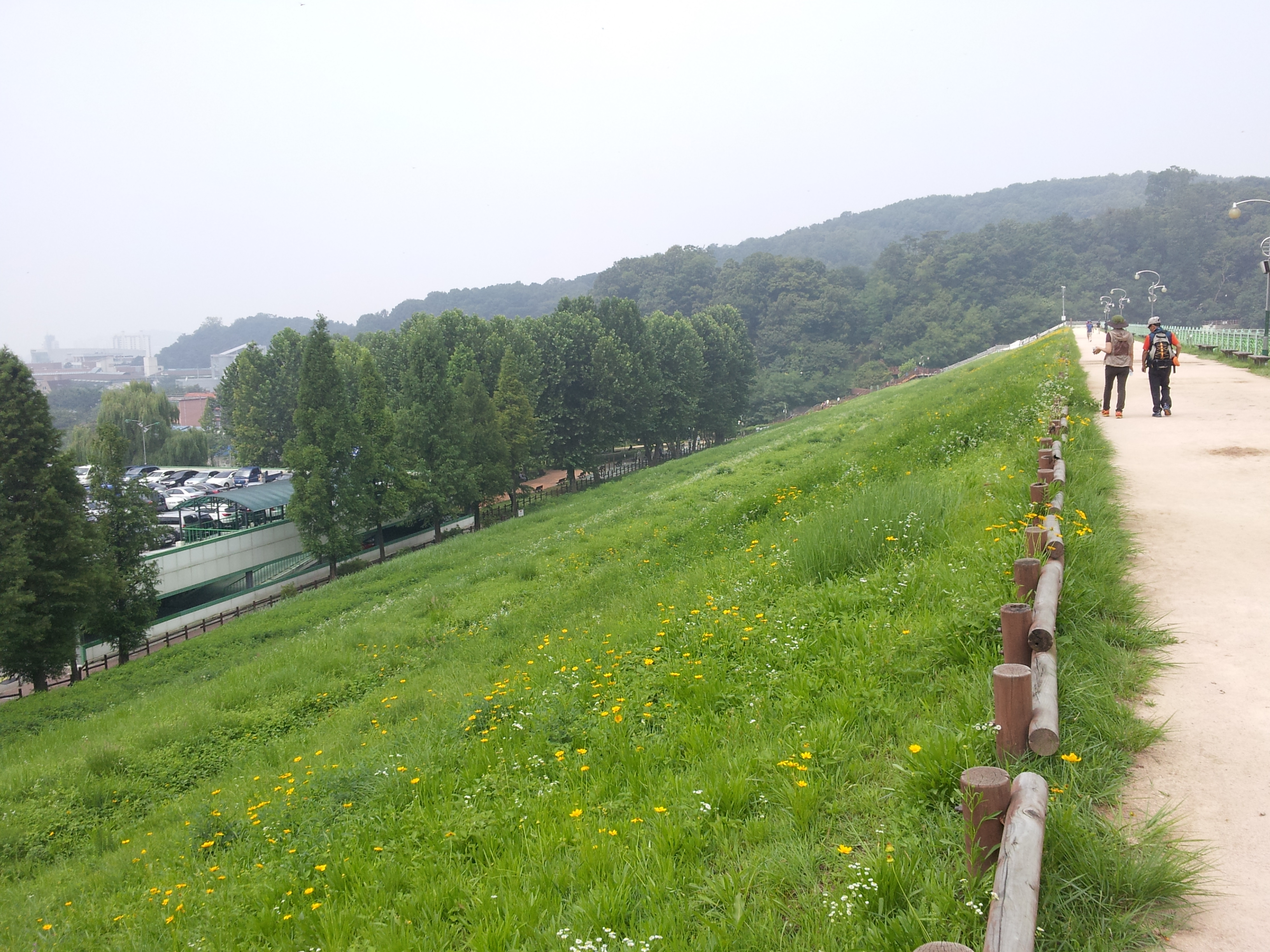
광교저수지 댐체 전면(2014-07-27 촬영)

## 같이 보기
- 광교산
- 기흥저수지
- 대한민국의 저수지 목록